# Liên đoàn Hồi giáo toàn Ấn
Liên đoàn Hồi giáo toàn Ấn (tên phổ biến là Liên đoàn Hồi giáo) là một đảng chính trị được thành lập trong những năm đầu của thế kỷ XX ở đế quốc Ấn Độ thuộc Anh. Đảng này ủng hộ mạnh mẽ việc thành lập một quốc gia Hồi giáo riêng biệt, Pakistan, đã dẫn tới việc đế quốc Anh phân chia Ấn Độ thuộc Anh vào năm 1947. 

## Lịch sử
Đảng nảy sinh ra một phong trào văn học bắt đầu tại Đại học Hồi giáo Aligarh, trong đó Syed Ahmad Khan là một nhân vật trung tâm. Năm 1886, Sir Syed đã thành lập Hội nghị giáo dục Muhammadan, nhưng lệnh cấm tự áp đặt ngăn cản nó thảo luận về chính trị. Tại hội nghị tháng 12 năm 1906 của mình ở Dhaka, với sự tham dự của 3.000 đại biểu, hội nghị dỡ bỏ lệnh cấm và đã thông qua một nghị quyết thành lập một đảng chính trị Liên đoàn Hồi giáo toàn Ấn. Mục tiêu chính trị ban đầu của nó là xác định và thúc đẩy quyền dân sự của người Hồi giáo Ấn Độ và để cung cấp bảo vệ cho tầng lớp thượng lưu và quý tộc của Ấn Độ theo đạo Hồi. Từ 1906-thập niên 1930, đảng này đã hoạt động bằng cơ cấu tổ chức của nó, uy tín của đảng trong cộng đồng Hồi giáo trên khắp Anh tại đế quốc Ấn Độ, và thiếu một tổ chức quần chúng mà đại diện cho lợi ích thương mại và đất đai của người Hồi giáo của các tỉnh hợp nhất (ngày nay Uttar Pradesh).
Sau những năm 1930, ý tưởng về một nhà nước quốc gia riêng biệt và tầm nhìn về sự đoàn kết trong bốn tỉnh ở Tây Bắc Ấn Độ thuộc Anh triết gia có ảnh hưởng Sir Iqbal của tiếp tục hỗ trợ các hợp lý của lý thuyết hai quốc gia. Cuộc đấu tranh hiến pháp của Jinnah và đấu tranh chính trị của người cha sáng lập, Liên đoàn Hồi giáo đóng một vai trò quyết định trong chiến tranh thế giới II trong những năm 1940 và là động lực thúc đẩy sự phân chia của Ấn Độ cùng các tôn giáo và sự thành lập Pakistan như một nhà nước Hồi giáo vào năm 1947. Các sự kiện dẫn đến thế chiến II, cuộc biểu tình hiệu quả của Quốc hội chống lại việc Vương quốc Anh đơn phương đưa Ấn Độ tham chiến chiến mà không có ý kiến của người dân Ấn Độ; Liên đoàn Hồi giáo đã bắt đầu hỗ trợ các nỗ lực chiến tranh của Anh, và sau đó kích động chống lại Quốc hội với lời kêu gọi "Hồi giáo đang lâm nguy".
Sau khi phân chia và tiếp theo là thành lập quốc gia Pakistan, Liên đoàn Hồi giáo tiếp tục là một đảng nhỏ tại Ấn Độ, nơi nó thường là một phần của chính phủ. Ở Bangladesh, Liên đoàn Hồi giáo đã được hồi sinh vào năm 1976 nhưng nó đã bị giảm sút, làm cho vai trò đảng này không đáng kể trong các lĩnh vực chính trị. Tại Pakistan, Liên đoàn Hồi giáo trở thành tổ chức kế nhiệm ban đầu của Liên đoàn Hồi giáo Toàn Ấn, dưới sự lãnh đạo của người sáng lập Pakistan Muhammad Ali Jinnah (và sau cái chết của Jinnah của Thủ tướng Liaquat Ali Khan), nhưng gặp phải chiu cảnh yểu mệnh sau sự can thiệp quân sự vào năm 1958. Một phái của nó vẫn để ủng hộ Tổng thống Ayub Khan cho tới năm 1962 khi tất cả các phái đã quyết định cải cách thành Liên đoàn Hồi giáo Pakistan dưới sự lãnh đạo của Nurul Amin ủng hộ Fatima Jinnah trong cuộc bầu cử tổng thống vào năm 1965. Hơn nữa, nó là đảng duy nhất đã nhận được phiếu bầu từ cả hai phía Đông và Tây Pakistan trong cuộc bầu cử được tổ chức vào năm 1970. trong giai đoạn kế tiếp của Pakistan, Liên đoàn Hồi giáo tiếp tục là một đảng cầm quyền ở các giai đoạn khác nhau của Pakistan.
Từ năm 1985, Liên đoàn Hồi giáo Pakistan chia thành nhiều phe phái khác nhau; tất cả các phe phái trong đó có ít kết nối tư tưởng với các Liên đoàn Hồi giáo gốc. Tuy nhiên, PML-N vẫn là phái có ảnh hưởng hơn so với những phái khác, và đã nắm quyền trong cuộc bầu cử được tổ chức vào năm 1990 và trong năm 1997. Tính đến hiện tại năm 2013 cuộc bầu cử, các đảng PML-N vẫn là một đảng cầm quyền của Pakistan. 